# Ilie Coșanu
Ilie Coșanu (n. 20 iulie 1943, satul Pitușca, raionul Călărași, Republica Moldova – d. 21 martie 2000, Chișinău, Republica Moldova) a fost un pedagog și politician din Republica Moldova, deputat în primul Legislativ al Republicii Moldova (din 1990), semnatar al Declarației de Independență a Republicii Moldova și viceprimar al mun. Chișinău.

## Biografie
Ilie Coșanu a absolvit Institutului Pedagogic din Tiraspol (1960-1965), Facultatea de Fizică și Matematică. A lucrat ca profesor școlar, director al câtorva școli din Chișinău, inclusiv al actualului Liceu „Iulia Hasdeu” (fosta școală medie nr. 32 din capitală). În 1990 a deținut funcția de vicepreședinte al Sovetului Orășenesc Chișinău de Deputați ai Poporului. Din 1992 a fost viceprimar pentru problemele culturii, cultelor, învățământului, medicinei, tineretului și sportului. A decedat în 2000.
Ilie Coșanu a fost decorat cu medalia „Meritul Civic” (1996), iar în 2012 a fost decorat (post-mortem) cu Ordinul Republicii.
O stradă din or. Chișinău îi poartă numele.